# Ein Samiya
Ein Samiya' ou Ain Samia, en arabe : عين سامية, est un village du gouvernorat de Ramallah et Al-Bireh en Palestine. Il est situé à l'est des montagnes de Ramallah et au centre de la Cisjordanie.